# Eurosport 1
Eurosport 1 (poprzednio Eurosport) – stacja telewizyjna o profilu sportowym, której właścicielem jest Warner Bros. Discovery. W Europie Eurosport rozpoczęła emisję 5 lutego 1989 roku. W 1990 uruchomiono w internecie portal informacyjny. W 2000 roku uruchomiony został ogólnoświatowy kanał informacyjny Eurosport News, natomiast 10 stycznia 2005 roku wystartował Eurosport 2, który poszerzył ofertę programową. W maju 2008 roku uruchomiono kanał o wysokiej rozdzielczości Eurosport HD.
Łącznie w ciągu roku Eurosport nadawał około 6500 godzin relacji, z czego 30% to relacje bezpośrednie. W 2004 roku liczba godzin relacji LIVE wzrosła o 25%. Obecnie program jest nadawany 24 godziny na dobę, wcześniej nadawany był w godzinach 8:30-1:30, a w soboty 8:30-2:00. W 2008 roku, obfitującym w wydarzenia sportowe, Eurosport zwiększył liczbę godzin relacji LIVE do ponad 3000, co stanowi 50% ramówki. 13 listopada 2015 Eurosport zmienił nazwę na Eurosport 1 oraz wprowadzono nowe logo i oprawę graficzną.
Eurosport 1 jest nadawany w 20 językach, dociera do 112 milionów gospodarstw domowych, czyli do 240 milionów widzów w 59 krajach Europy i Afryki Północnej.
Slogan stacji to: „Poczuj twoją pasję”. Kanał nadaje 24 godziny na dobę. Do 6 lipca 2015 kanał nadawał w godzinach 8:30-1:30.

## Historia
- 5 lutego 1989 – Eurosport pojawia się na rynku.
- 1998 – Igrzyska Zimowe w Nagano – 24 godziny na dobę, MŚ w piłce nożnej.
- 1999 – Eurosport po polsku w 2 000 000 gospodarstw domowych.
- 2001 – multimedialna platforma sportowa w cyfrowej jakości.
- 10 stycznia 2005 – Eurosport News zostaje zastąpiony kanałem Eurosport 2.
- 2008 – rekord oglądalności podczas turnieju kwalifikacyjnego do IO (mecz Polska – Rosja oglądało średnio 1 340 000 widzów), uruchomienie kanału Eurosport HD, 95% zapowiedzi całkowicie po polsku.
- 2009 – Eurosport uruchomił sportowy serwis internetowy www.eurosport.pl, a potem usługę Eurosport Mobile oraz kanał Eurosport 2 HD.
- 2010 – Eurosport otrzymuje Telekamerę Tele Tygodnia 2010 w kategorii kanał sportowy, a potem przechodzi na format 16:9.
- kwiecień 2011 – Eurosport zmienia logo i oprawę graficzną, pod koniec roku początek emisji reklam w polskiej wersji językowej.
- 2014 – Discovery Communications zostaje właścicielem Eurosportu i zapowiada walkę o lokalne prawa do transmisji sportowych.
- listopad 2015 – Eurosport zmienił nazwę na Eurosport 1.

## Eurosport 1 HD

Eurosport 1 HD Logo 2015

25 maja 2008 roku wraz z otwarciem turnieju Wielkiego Szlema French Open na kortach im. Ronalda Garrosa został uruchomiony Eurosport HD, pozwala na oglądanie wydarzeń sportowych w jakości HD. Jego ramówka jest równa kanałowi Eurosport 1 w wersji SD. Program dostępny jest w wielu sieciach kablowych i platformach satelitarnych w Europie. Relacje na żywo stanowią 50% ramówki.
3 sierpnia 2009 został uruchomiony także Eurosport 2 HD.

## Logo
| Lata                                 | Opis | Logo |
| ------------------------------------ | --- | ---- |
| 10 czerwca 1994 – 30 czerwca 2001    | Gwiazdy i napis „Eurosport” były zciaśniane.                                                                                   |      |
| 1 lipca 2001 – 31 marca 2011         | Logo podobnie jak poprzednie, z tym że gwiazdy i napis „Eurosport” się rozluźniły.                                             |      |
| 1 kwietnia 2011 – 12 listopada 2015  | Logo podobnie jak poprzednie, z tym że gwiazdy zmieniły kolor z niebieskiego na biały, a napis „Eurosport” pozostał bez zmian. |      |
| 13 listopada 2015 – 20 stycznia 2022 | Jedna gwiazda, napis „Eurosport” i cyfra 1 w czerwonym kwadracie.                                                              |      |
| od 21 stycznia 2022                  | Logo podobne jak poprzednie, z tym że cyfra 1 jest w czarnym kwadracie.                                                        |      |